# No-Rin
No-Rin (のうりん, Nōrin, 農林) é uma série de light novels escrita por Shirow Shiratori, com ilustrações de Kippu. Uma adaptação para anime da Silver Link foi transmitida de 10 de janeiro de 2014 a 29 de março de 2014. A Funimation streamou a série em seu sítio eletrônico. A Crunchyroll posteriormente adquiriu o anime para seu serviço de streaming.

## Enredo
A súbita aposentadoria do famoso ídolo Yuka Kusakabe do ramo de entretenimento choca o mundo e devasta seu maior fã, um adolescente chamado Kosaku Hata. Seus colegas de classe na Escola de Agricultura Tamo conseguem tirá-lo da depressão e tirá-lo de seu quarto para assistir às aulas. No entanto, como ele faz, Kusakabe entra na turma sob o nome de Ringo Kinoshita como estudante transferido. Kosaku percebe que tem uma oportunidade única na vida de conhecer pessoalmente sua garota dos sonhos. Com seu grupo de amigos, e sob a persuasão de sua professora, ele tenta descobrir por que ela veio à escola agrícola e se tornou mais do que apenas colegas de classe.[carece de fontes?]

## Mídia

### Light novel
No-Rin começou como uma série de light novels, escrita por Shirow Shiratori e ilustrada por Kippu.
| N.º | Data de lançamento japonês japão | ISBN japonês japão |
| --- | -------------------------------- | ------------------ |
| 1   | 15 de agosto de 2011             | 978-4-7973-6690-7  |
| 2   | 15 de novembro de 2011           | 978-4-7973-6811-6  |
| 3   | 15 de março de 2012              | 978-4-7973-6896-3  |
| 4   | 11 de agosto de 2012             | 978-4-7973-7135-2  |
| 5   | 15 de dezembro de 2012           | 978-4-7973-7252-6  |
| 6   | 15 de abril de 2013              | 978-4-7973-7336-3  |
| 7   | 14 de setembro de 2013           | 978-4-7973-7521-3  |
| 8   | 15 de janeiro de 2014            | 978-4-7973-7657-9  |
| 9   | 15 de julho de 2014              | 978-4-7973-7753-8  |
| 10  | 14 de março de 2015              | 978-4-7973-8292-1  |
| 11  | 15 de setembro de 2015           | 978-4-7973-8499-4  |
| 12  | 15 de março de 2016              | 978-4-7973-8707-0  |
| 13  | 15 de outubro de 2016            | 978-4-7973-8942-5  |

### Mangá
A adaptação direta do mangá ilustrada por Maru Asakura e cooperada por Yoko Matsu'ura está sendo serializada na Young Gangan Comics da Square Enix desde 16 de março de 2012. Outra adaptação do mangá intitulado No-Rin Petit (のうりん プチ, Nōrin Puchi), com maior foco na comédia, está sendo serializada por Kotoji desde 24 de agosto de 2013 no Square Enix Big Gangan. A terceira adaptação do mangá, que começou em 17 de outubro de 2013 por Toshiko Machida, foi intitulada No-Rin -Wild- (のうりん-野生-＜ガイヤ＞, Nōrin-Yasei (Gaiya)-), serializada na GA Bunko Magazine da SB Creative.

### Drama CD
Uma adaptação para CD de drama foi lançada pelo HOBiRECORDS em 27 de abril de 2012.

### Anime
O tema de abertura do anime é Himitsu no Tobira kara Ai ni Kite (秘密の扉から会いにきて), cantada por Yukari Tamura, e a música-tema de encerramento é Mogitate ♥ Fruit Girls (も・ぎ・た・て♥フルーツガールズ), de Yukari Tamura e Kana Hanazawa. No primeiro episódio, o tema de abertura foi Cordless Telephone (コードレス☆照れ☆PHONE, lit. Cordless☆Shy☆PHONE), de Yukari Tamura e Jad Saxton como Yuka Kusakabe.